# سیارک ۸۱۰۲
سیارک ۸۱۰۲ (به انگلیسی: 8102 Yoshikazu، نامگذاری:1994AQ2) هشت هزار و صد و دومین سیارک کشف شده‌است که در ۱۴ ژانویه ۱۹۹۴ کشف شد.
قدر مطلق سیارک برابر ۲۲.۴ است.